# Taolu

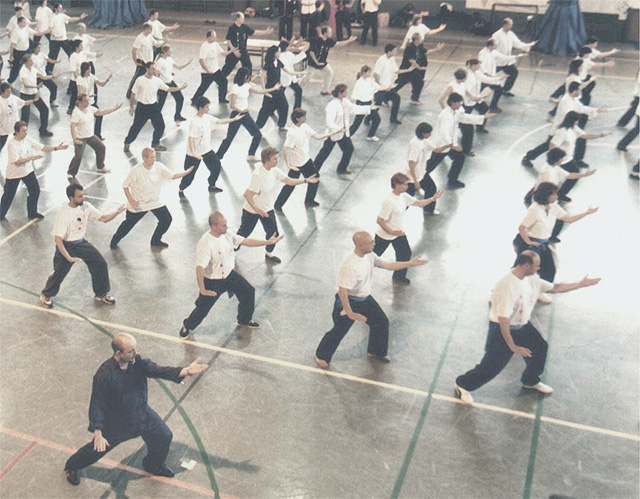
Taolu en groupe

Taolu (chinois simplifié : 套路; pinyin : tàolù) est un terme chinois désignant une forme dans les arts martiaux chinois. La pratique des enchaînements serait issue des rituels chamaniques et de danses à l'épée ayant pour fonction de galvaniser les troupes avant la bataille. Le taolu est parfois vu comme un ensemble d'attaques et de ripostes face à un ou plusieurs adversaires imaginaires, parfois comme un outil de formation du corps et de l'esprit. 
Lors des compétitions sportives, le taolu est l'une des deux épreuves (avec le combat libre ou codifié). Celui-ci peut être individuel ou réalisé en groupe. 
Il existe deux types de taolu : 
- le taolu à main nues ;
- le taolu avec armes.